# 早川幸男
早川幸男（日语：／ Hayakawa Sachio，1923年10月16日—1992年2月5日）是日本天体物理学家、粒子物理学家，名古屋大学名誉教授、名古屋大學第9任總長（校長）。专业是高能天体物理学、宇宙学、红外天文学。日本爱媛县新居郡新居滨町（现爱媛县新居濱市）人。 

## 生平
- 1936年：毕业于新居浜市的一所小学。
- 1942年：毕业于旧制武藏高中（十五期）。就读于东京帝国大学理学部物理系，师从朝永振一郎。
- 1945年：大学毕业。进入中央气象台气象研究所。
- 1949年：大阪市立大学理工学部讲师。
- 1950年：大阪市立大学理工学部助理教授。康奈尔大学研究员。
- 1951年：麻省理工学院特邀教授。
- 1954年1月：京都大学基础物理研究所教授。
- 1956年：康奈尔大学、麻省理工学院研究员。
- 1958年：京都大学基础物理研究所的物理学家和天文学家 。
- 1959年3月：名古屋大学理学部教授。后兼任东京大学宇宙航空研究所教授。
- 1969年：学校纷争，坂田昌一患病，代理名古屋大学理学部长。
- 1970年4月：名古屋大学理学部长。
- 1987年4月：名古屋大学名誉教授。
- 1987年6月：名古屋大学校长。1992年2月5日在校长任上逝世。

## 学术关系
以南部陽一郎為首，早川是1950年代大阪市立大學物理學派的主要人物之一。
早川的弟子有奥田治之、松本敏雄、田中靖郎、山下廣順等。